# I grandi successi di Rino Gaetano
I grandi successi di Rino Gaetano è un album di Rino Gaetano pubblicato nel 1999. 

## Tracce
1. Nuntereggae più - 5:07
2. Supponiamo un amore - 3:40
3. Aida - 4:20
4. Cerco - 3:15
5. Spendi spandi effendi - 3:57
6. Su è giù - 2:54
7. Ping pong - 5:06
8. Nel letto di Lucia - 4:40
9. Rosita - 3:48
10. Stoccolma - 3:24